# Striga
Striga, è un genere di piante oloparassite della famiglia delle Orobanchaceae, che si trova naturalmente in alcune parti dell'Africa, dell'Asia e dell'Australia.
Le specie del genere Striga devastano i raccolti di cereali, principalmente nell'Africa sub-sahariana, dove sono conosciute con il nome vernacolo di "erba delle streghe". Causano anche notevoli perdite di raccolto in altre regioni, comprese colture tropicali e subtropicali nel suo areale nativo e nelle Americhe.
Sebbene la maggior parte delle specie di Striga non sia patogena per colture di interesse agrario, alcune specie hanno effetti devastanti sui raccolti, in particolare in ambito di agricoltura di sussistenza.  Le colture più colpite sono il mais, il sorgo, il riso e la canna da zucchero. Le specie che causano la maggior parte dei danni sono Striga asiatica, Striga gesnerioides e Striga hermonthica.  I sintomi mostrati dalle piante ospiti, come arresto della crescita, avvizzimento e clorosi, sono simili a quelli osservati in caso di siccità, carenza nutrizionale e malattie vascolari.

## Descrizione
Sono caratterizzate da fusti e foglie di un verde brillante e da fiori piccoli, dai colori vivaci e attraenti. Sono emiparassiti obbligati delle radici e richiedono un ospite vivente per la germinazione e lo sviluppo iniziale, sebbene possano poi sopravvivere da soli mediante la fotosintesi.
Ogni pianta è in grado di produrre tra 90.000 e 500.000 semi, che possono rimanere vitali nel terreno per oltre 10 anni.  La maggior parte dei semi prodotti non sono vitali. I semi germinano in presenza di essudati della radice ospite e sviluppano austori che penetrano nelle cellule della radice ospite.

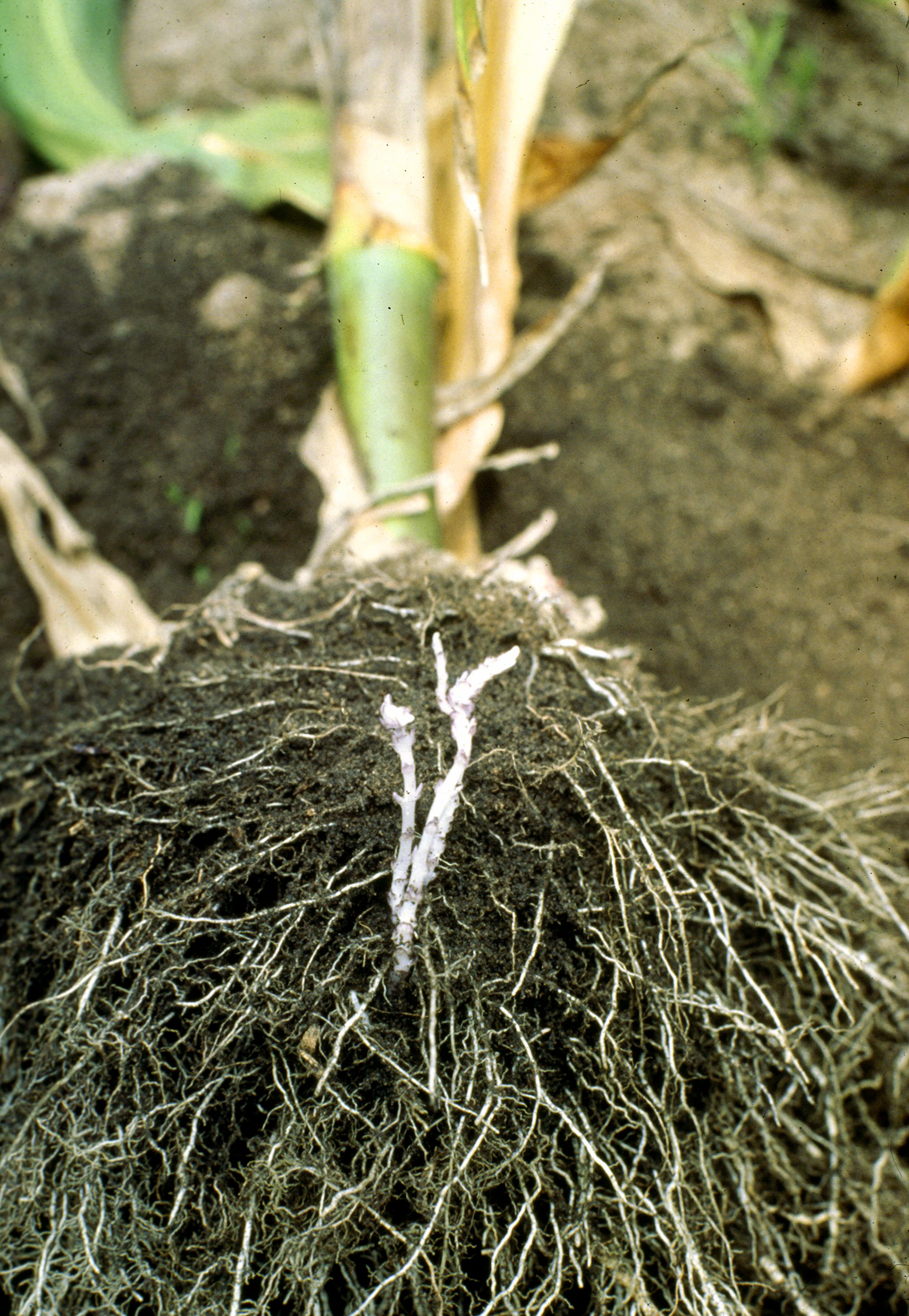
Una giovane pianta di Striga che cresce sulle radici della pianta ospite

L'essudato della radice ospite contiene strigolattoni, molecole di segnalazione che promuovono la germinazione dei semi di strige.  La strige si sviluppa sottoterra, dove può trascorrere le successive quattro o sette settimane prima dell'emergenza, quando fiorisce rapidamente e produce semi.

## Lista di specie
Le seguenti specie sono quelle accettate da The Plant List.
- Striga aequinoctialis Africa occidentale
- Striga angolensis Angola
- Striga angustifolia Africa orientale, Asia, Indonesia
- Striga asiatica Africa, penisola Arabica, India, Burma, China, Indonesia, Filippine, Malaysia, Nuova Guinea, Australia (introdotta?), USA (introdotta)
- Striga aspera Africa
- Striga baumannii
- Striga bilabiata Africa
- Striga brachycalyx Africa.
- Striga dalzielii Africa occidentale
- Striga densiflora
- Striga elegans Angola, Malawi, Sud Africa, Zimbabwe
- Striga forbesii Africa, Madagascar
- Striga fulgens
- Striga gesnerioides Africa, penisola Arabica, India, USA (introdotta)
- Striga hermonthica Senegal , Etiopia, Congo, Tanzania, Angola, Namibia
- Striga hirsuta Madagascar
- Striga junodii South Africa, Mozambique
- Striga klingii Africa occidentale, Nigeria, Gana, Camerun, Togo
- Striga latericea Africa orientale, Etiopia, Somalia
- Striga linearifolia
- Striga macrantha Africa occidentale, Nigeria, Costa d'Avorio, Togo
- Striga masuria
- Striga passargei Africa occidentale, penisola Arabica
- Striga primuloides Costa d'Avorio, Nigeria
- Striga pubiflora Somalia
- Striga strigosa